# Aggsjön (Svennevads socken, Närke, 653993-147477)
Aggsjön är en sjö i Hallsbergs kommun i Närke och ingår i Nyköpingsåns huvudavrinningsområde.